# Ungarische Badminton-Mannschaftsmeisterschaft 1993
Die Ungarische Badminton-Mannschaftsmeisterschaft 1993 war die 25. Auflage des Teamwettstreits in Ungarn. Es wurde ein Wettbewerb für gemischte Mannschaften ausgetragen. Meister wurde das Team von Debreceni Kinizsi.

## Endstand
| Platz | Mannschaft |
| ----- | --- |
| 1.    | Debreceni Kinizsi (Richárd Bánhidi, Attila Karika, Ákos Károlyi, Tamás Hódos, Hu Tan, Csilla Fórián, Kinga Karácsony, Adrienn Kocsis) |
| 2.    | Honvéd Zrínyi SE |
| 3.    | Nyíregyházi VSC |
| 4.    | Honvéd Budai SE |